# Гао Лин
Га́о Лин (кит. 高崚; род. 14 марта 1979[…], Ухань) — китайская бадминтонистка, двукратная олимпийская чемпионка. По состоянию на март 2019 года — единственная спортсменка, обладательница четырех олимпийских медалей по бадминтону.

## Биография
Бадминтоном начала заниматься 1987 году, после того как была записана родителями в обычную бадминтонную школу. Через пять лет занятий была принята в состав спортивного клуба «Хубэй», за который выступала на протяжении всей своей спортивной карьеры. 
Еще через пять лет, в 1997 году, впервые была вызвана в национальную сборную.
Начав свою карьеру с победы на молодежном чемпионате мира, она впоследствии выиграла все самые престижные турниры в этом виде спорта.
На Олимпийских играх, она выиграла две золотые медали в миксте в 2000 и 2004 годах, оба раза ее партнером был Чжан Цзюнь. В парном разряде среди женщин, она выиграла бронзовую награду в 2000 году (с Цинь Июань) и серебряную в 2004 году (с Хуан Суй). На Олимпийских играх-2008 в Пекине, Гао Лин и ее новый партнер в миксте Чжэн Потому были побеждены в первом туре британской парой Гейл Эммс — Натан Робертсон.
Гао Лин также является обладательницей четырех титулов чемпиона мира, выиграв парный женский разряд в 2001, 2003 и 2006 годах (все с Хуан Суй), и победила в миксте в 2001 году с Чжан Цзюнем. Кроме того, она завоевала четыре серебряные и одну бронзовую медали.
Гао также побеждала на многочисленных международных турнирах, в том числе пять раз подряд на Кубке Убера (2000, 2002 , 2004, 2006, 2008) и три раза на Кубке Судирманан (2001 , 2005 , 2007).
Является 18-кратной победительницей турниров серии Гран-При 2000—2004 годов в женском и смешанном парных разрядах. В 2009 году, незадолго до бракосочетания, она сыграла свой последний турнир.
Гао Лин считается одним из лучших игроков в бадминтон первого десятилетия XXI века.
После завершения спортивной карьеры, в 2004 году, окончила Китайский университет геонаук, после чего продолжила обучение в магистратуре в Университете науки и техники Хуажонг в области государственного управления.
В октябре 2010 года родила дочь.